# Дери (округ)
Округ Дери (енгл. County Derry, новији облик енгл. County Londonderry, ир. Contae Dhoire) је један од 32 историјска округа на острву Ирској, смештен у његовом северном делу, у покрајини Алстер. Округ је данас део подручја Северне Ирске. Седиште округа је град Кулрејн, а највећи и најзначајнији је Дери.
Данас појам округа Дери има више историјско значење, а нема управни значај (као и других 5 округа у оквиру Северне Ирске), пошто је 1972. г. Северна Ирска добила нову подручну поделу на Савете.

## Положај и границе округа
Округ Дери се налази у северном делу ирског острва и севрозападном делу Северне Ирске и граничи се са:
- север: Атлантски океан,
- исток: округ Антрим,
- југ: округ Тирон,
- запад: округ Донегол (Република Ирска).

## Природни услови
Дери је по пространству један од средњих ирских округа - заузима 15. место међу 32 округа.
Рељеф: Већи део округа Дери је равничарско до брежуљкасто подручје, 100-200 метара надморске висине. Ово је посебно особено за западни и источни део круга. Местимично се издижу ниска брда. На крајњем југу округа издиже се једина планина у овом делу државе, планина Сперин, висине до 678 м.
Клима Клима у округу Дери је умерено континентална са изразитим утицајем Атлантика и Голфске струје. Стога град одликује блага и веома променљива клима.
Воде: Округ Дери на северу излази на Атлантски океан, који у овом делу има разуђену обалу. Најважније реке у округу Дери су Фојл, који чини западну границу округа и Бан, који чини источну. На крајњем југоистоку округа је језеро Неј, највеће на ирском острву.

## Становништво
По подацима са Пописа 2011. године на подручју округа Дери живело је око 230 хиљада становника. Ово је незнатно више него на Попису 1841. године, пре Ирске глади и великог исељавања Ираца у Америку. Међутим, последње три деценије број становника округа расте по стопи приближно 1% годишње.
Етнички и верски састав - Становништво округа је подељено између већинских Ираца римокатоличке вероисповести (56%) и британских досељеника протестантске вероисповести (42%). Први преовлађују у западним и средишњим, док су други у већини у источним деловима округа.
Густина насељености - Округ Дери има густину насељености од преко 110 ст./км², што је веома близу просеку Северне Ирске (преко 120 ст./км²). Северни, приморски део округа је боље насељен него јужни, унутаркопнени.
Језик: У целом округу се званично се користи енглески.